# Alfred G. Fischer
Alfred George Fischer (* 12. Dezember 1920 in Rotenburg an der Fulda; † 2. Juli 2017 in Santa Barbara, Kalifornien), genannt Al Fischer, war ein deutsch-US-amerikanischer Geologe.

## Leben und Werk
Fischer stammte aus einer deutsch-amerikanischen Familie und wuchs teilweise in Deutschland auf. 1935 kam er in die USA und besuchte das College in Watertown (Wisconsin). Er studierte Geologie an der University of Wisconsin mit dem Bachelor-Abschluss 1939 und dem Master-Abschluss 1940. Von 1941 bis 1943 Instructor am Virginia Polytechnic Institute, 1943/44 Geologe bei Stanolind Oil and Gas in Kansas und 1944 bis 1946 Geologe in Florida. 1947 wurde er Instructor  an der University of Rochester und ab 1948 an der University of Kansas, an der er Assistant Professor wurde, nachdem er 1950 an der Columbia University  promoviert wurde. Er war fünf Jahre, von 1951 bis 1956, als Erdölgeologe (Senior Geologist) für Esso in Peru, bevor er 1956 Assistant Professor und 1963 Professor an der Princeton University wurde. 1984 wurde er Professor an der University of Southern California in Los Angeles. 1991 wurde er emeritiert. Alfred G. Fischer war unter anderem Gastprofessor in Innsbruck, Tübingen und Berlin.
1992 erhielt er die Gustav-Steinmann-Medaille für wegweisende Erkenntnisse über die Rhythmen des Lebens und des Klimas der Erde. 1993 erhielt er die Penrose Medal der Geological Society of America, 1992 die Lyell-Medaille, 1982 die William H. Twenhofel Medal und 1972 die Leopold-von-Buch-Plakette. 1994 wurde er Mitglied der National Academy of Sciences, deren Mary Clark Thompson Medal er 2009 erhielt. Er war Mitglied der American Association for the Advancement of Science. Er war Ehrendoktor der Universität Tübingen. 1969/70 war er Guggenheim Fellow.
Fischer befasste sich insbesondere mit mariner Sedimentologie und mariner fossiler Fauna und war ein führender Wissenschaftler im Deep Sea Drilling Project. Er beschrieb 1964 das Lofer-Zyklothem, ein Zyklothem der Dachsteinkalke bei Salzburg. In den 1970er Jahren propagierte er die Existenz globaler Biorhythmen in den fossilen Überlieferungen: 1977 das Konzept der oligotaxisch-polytaxischen Zyklen – das heißt Zyklen mit geringer Biodiversität (oligotaxisch) und hoher Biodiversität (polytaxisch) – von 32 Millionen Jahren in der marinen Fauna, und 1982 sprach er sich für das generelle globale Pendeln des Erdklimas zwischen Eiszeiten und Warmzeiten aus (Icehouse-Greenhouse Konzept).
In einer von ihm angeregten Dissertation untersuchte H. Ohlen am Steinplattenriff (Oberrhät-Kalk) bei Waidring in Tirol aus der Trias den genauen Fazies-Übergang  vom Außen- in den Innenbereich des Riffs. Mit Robert E. Garrison untersuchte Fischer die Entstehungsbedingungen von Kalksteinen in der Tiefsee der alpinen Jura.

## Schriften
- The Lofer cyclothems of the alpine Triassic, Kansas State Geol. Surv. Bull. 169, Band 1, 1964, S. 107–150.
- Gilbert—bedding rhythms and geochronology, in Ellis Yochelson (Hrsg.) The Scientific Ideas of G. K. Gilbert, Geol. Soc. Am. Spec. Papers 183, 1980, S. 93–104.
- Climatic oscillations in the biosphere, in M. Nitecki (Herausgeber) Biotic Crises in Ecological and Evolutionary Time, Academic Press, New York, 1981, S. 103–131.
- Climatic rhythms recorded in strata, Annual Reviews, Earth and Planetary Science, Band 14, 1981, S. 351–367.
- mit D. J. Bottjer: Orbital forcing and sedimentary sequences, J. of Sedimentary Petrology, Band 61, 1991, S. 1063–1069.
- mit M. A. Arthur: Secular variations in the pelagic realm, in H. E. Cook, P. Enos (Hrsg.) Deep Water Carbonate Environments, Soc. Econ. Paleontol. Mineral. Spec. Publ. 25, 1977, S. 18–50.
- mit T. D. Herbert: Stratification-rhythms. Italo-American Studies in the Umbrian facies, Memoria della Societa Geologica Italiana, Band 31, 1986, S. 45–51.
- mit T. D. Herbert: Milankovitch climatic origin of the mid-cretaceous black-shale rhythms in Central Italy, Nature, Band 321, 1986, S. 739–743.
- Orbital cyclicity in mesozoic strata, in G. Einsele, W. Ricken, A. Seilacher Cycles and events in stratigraphy, Springer 1991, S. 48–62.
- Long term climatic oscillations recorded in stratigraphy, in Climate in Earth History: Studies in Geophysics, National Academy of Sciences Press 1982, Online.
- Fischer, S. Honjo, Garrison: Electron micrographs of limestones and their nannofossils, Princeton University Press 1967.
- Fischer, Garrison: Carbonate lithification on the sea floor, J. Geology, Band 75, 1976, S. 488–496.